# Novgorodavia
Novgorodavia is een Russische luchtvaartmaatschappij met haar thuisbasis in Veliki Novgorod.

## Geschiedenis
Novgorodavia is opgericht in 1994 als Novgorod Air Enterprise.
Vanaf 2003 wordt de huidige naam gevoerd.

## Vloot
De vloot van Novgorodavia bestaat uit: (nov. 2006)
- 2 Jakovlev Jak-40